# 한다두
한다두는 대한민국의 국악 그룹이다.

## 방송
- 너의 목소리가 보여 8 (2021)
- 슈퍼밴드2 (2021) - Top53(50위)

## 공연
- 인디 페스타 밴드 ON (2021)
- GAC STAGE - ACOUSTIC (2021)

## 수상
- 제6회 전국 윤동주창작음악제 금상 (2020)